# Aurel Baciu
Aurel Baciu (n. 1886 - d. 1953, închisoarea Sighet) a fost un avocat, subsecretar de stat la Ministerul de Justiție (30 decembrie 1937 - 20 februarie 1938).

## Biografie

#### Copilăria și studiile
Dr. Aurel Baciu s-a născut în comuna Nadeș, județul Mureș, in anul 1886, într-o familie numeroasă, cu 8 copii (5 băieți și 3 fete). Școala primară germană a urmat-o în localitatea natală, apoi Gimnaziul superior de stat din Dumbrăveni, Facultatea de Drept și Științe
Politice din cadrul Universității „Ferenc József ” din Cluj. Și-a susținut teza de
doctorat în științe juridice la 20 ianuarie 1912.

### Cariera politică
În toamna anului 1918, ca majoritatea intelectualilor români, se încadrează în mișcarea națională din Comitatul Mureș-Turda. Este ales membru în Consiliul Național Român, deținând și funcția de comisar militar, alături de medicul Dr. Titu Rusu. De asemenea, este ales membru în Consiliul Național Român Cercual Târgu-Mureș.
La adunarea electorală a Cercului electoral I municipal Târgu-Mureș, Dr. Aurel Baciu a fost ales delegat titular pentru a participa la Marea Adunare Națională de la Alba Iulia. În urma raportului făcut de prefectul județului, Consiliul Dirigent îl numește în funcția de jurisconsult al județului Mureș-Turda, cu data de 15 ianuarie 1919, iar la 16 ianuarie depune jurământul de fidelitate în fața prefectului Dr. Ioan Vescan. Va deține această funcție până în decembrie 1919, când este ales deputat.
Părăsește Partidul Național și se înscrie în Partidul Poporului. Din anul 1923, devine președintele Organizației județene a Partidului Poporului. Este deputat pentru perioada 1926-1927.
Va participa la Congresul Partidului Poporului, desfășurat la București în septembrie 1930. Printre participanți și cei care au susținut alocuțiuni îi aflăm pe Alexandru Averescu, Octavian Goga, Ioan Lupaș, Petru Groza și alții. La 10 aprilie 1932, s-a constituit Partidul Național Agrar. Dr. Aurel Baciu, împreună cu un număr de intelectuali români din județ, au trecut la acest nou partid. Este deputat în Parlamentul României pentru perioada 1934-1937.
Ca deputat al Partidului Național Agrar, în cadrul ședinței festive a Camerei din 28 februarie 1935, cu prilejul comemorării a 150 de ani de la supliciul conducătorilor revoluției din 1785 (Horea, Cloșca și Crișan), susține alocuțiunea intitulată „Primul precursor al ideii naționale - Horea”. La Congresul Partidului Național Agrar, desfășurat la București în ziua de 7 aprilie 1935, a fost numit de Octavian Goga, membru în Comisia pentru modificarea Constituției, alături de Ion Petrovici, Ioan Lupaș, Silviu Dragomir, Onisifor Ghibu. În „Gazeta Mureșului” semnează articolul „Pentru 1 decembrie 1936”.
Prin numirea lui Octavian Goga cu formarea noului guvern național-creștin, Dr. Aurel Baciu, decanul Baroului Județean Mureș, este cooptat ca subsecretar de stat la Departamentul Justiției. În această calitate, participă la instalarea noului prefect al județului Mureș, în persoana distinsului medic din Reghin, dr. Eugen Nicoară (6 ianuarie 1938), arătând, în cuvinte calde, personalitatea prefectului. Instalarea sa ca subsecretar de stat a avut loc în data de 11 ianuarie 1938. În ziua de 10 februarie 1938, Guvernul Goga a fost demis, fiind înlocuit cu un alt guvern în frunte cu patriarhul Miron Cristea. În aceste condiții și dr. Aurel Baciu a fost schimbat de la Departamentul Justiției.
La 30 martie 1938, după intense discuții cu Armand Călinescu, Carol al II-lea a trecut la acțiunile care au dus la remanierea guvernului și la desființarea partidelor politice. În decembrie 1938, regele Carol al II-lea a înființat un nou organism politic, unic și singurul legal, Frontul Renașterii Naționale. Devine deputat al Ținutului Mureș, pentru perioada 1939-1940.
La începutul anului 1940, este numit președintele Consiliului Frontului Renașterii Naționale din județul Mureș.
Din inițiativa sa, s-a dezvelit o placă comemorativă în memoria eroului național Avram Iancu, pe clădirea Curții de Apel din Târgu Mureș. Ca un luptător pentru desăvârșirea unității naționale și unul din semnatarii Declarației de la Alba Iulia, nu stă deoparte în momentele când Ungaria vecină vehicula ideea revizuirii granițelor stabilite prin tratatele de la Versailles. La 19 aprilie 1934 s-a constituit Comitetul județean al Ligii Antirevizioniste Române, Dr. Aurel Baciu fiind ales membru, alături de protopopii Ștefan Rusu (ortodox) și Elie Câmpeanu (greco-catolic), Francisc Porubschi, prefectul județului, Dr. Emil Dandea, primarul municipiului Târgu-Mureș, Dr. Ioan Vescan, fost prefect al județului, și profesorul Dumitru Mărtinaș. La 10 mai 1937 a avut loc, în sala festivă a Palatului municipal din Târgu-Mureș, Adunarea Generală a Ligii Antirevizioniste din județul Mureș, de sub conducerea avocatului Dr. Joan Vescan. A fost ales, din nou, membru în comitet. A fost membru al Despărțământului Târgu-Mureș al ASTREI și este prezent la Adunarea Generală din zilele de 8-9 septembrie 1934 .

Ca ortodox și membru în Consiliul parohial ortodox Târgu-Mureș, a participat, la 10 mai 1925, la punerea pietrei fundamentale a Catedralei Ortodoxe din Târgu-Mureș.
 După 16 ani de la intrarea Armatei Române în orașul Târgu-Mureș, la 2 decembrie 1918, în orașul de pe Mureș a avut loc
inaugurarea uneia din cele mai mari Catedrale Ortodoxe din Ardeal. Evenimentul a avut loc la 2 decembrie 1934. Dr. Emil Aurel Dandea, primarul municipiului, cu această ocazie a fost decorat cu „Meritul Cultural pentru Biserică”. De asemenea, Aurel Baciu a participat și a ținut o cuvântare la sfințirea Catedralei Greco-Catolice din Târgu-Mureș (8 septembrie 1936).
În urma Dictatului de la Viena, când județul Mureș a intrat sub ocupație horthystă, este nevoit să se refugieze, mai întâi la București (6 septembrie 1940 - noiembrie 1941), apoi la Timișoara (noiembrie 1941 – 23 decembrie 1944). Se reîntoarce la Târgu-Mureș, reluându-și activitatea de avocat și decan al Baroului din județul Mureș până la 2 iulie 1948, când este obligat să se pensioneze, de către noile autorități dominate de comuniști .

## Sfârșitul vieții
În luna mai 1952, a fost arestat și închis, fără a fi judecat, în
penitenciarul din Sighet. Bătut, schingiuit, supus la privațiuni, cel care a
stat în celulă cu Silviu Dragomir, Ioan Lupaș, Valer Pop, cel care semnase actul Marii Uniri a decedat, în iarna anilor 1954-1955, fiind aruncat în groapa comună a Cimitirului din Sighet.